# Schnackenburg
Schnackenburg é uma cidade da Alemanha localizada no distrito de Lüchow-Dannenberg, estado da Baixa Saxônia.
Pertence ao Samtgemeinde de Gartow. Esta situada na margem esquerda do Rio Elba.